# أنطونيو بالاثيوس
أنطونيو بالاثيوس راميلو (بالإسبانية: Antonio Palacios)‏ معماري ومخطط حضري إسباني، وُلد في بورينيو بمقاطعة بونتيفيدرا في 8 يناير عام 1874. وتُوفي في حي البلانتيو في مدريد في 27 أغسطس عام 1945.